# Myrcia colpodes
Myrcia colpodes é uma espécie de planta do gênero Myrcia e da família Myrtaceae. 

## Taxonomia
A espécie foi descrita em 1893 por Hjalmar Kiærskou. 

## Forma de vida
É uma espécie terrícola e arbórea. 

## Descrição
| Caule                                 | Caule                         |
| ------------------------------------- | ----------------------------- |
| crescimento                           | monopodial                    |
| tipo de tricoma                       | simples                       |
| Folha                                 |                               |
| nervura-central adaxial               | completamente proeminente     |
| formato da folha                      | cordada/lanceolada/oblonga    |
| indumento abaxial da folha            | puberulento                   |
| Inflorescência                        |                               |
| inflorescência râmulo formato         | arredondada                   |
| bractéola subtendida flor             | caduca/linear                 |
| inflorescência caule por axilar broto | 1                             |
| posição da inflorescência             | terminal e verticilada        |
| formato                               | piramidal alterno             |
| Flor                                  |                               |
| teca da antera                        | igual                         |
| tricoma no disco floral               | ausente                       |
| formato do hipanto                    | obcônico                      |
| indumento do hipanto                  | glabro                        |
| fusão da sépala                       | parcial fusão                 |
| número de lóculos                     | 2                             |
| abertura do cálice                    | parcial rasgando/não rasgando |
| Fruto                                 |                               |
| cálice lobo em fruto                  | marcescente                   |
| formato do fruto                      | globoso                       |

## Distribuição
A espécie é encontrada no estado brasileiro de Rio de Janeiro. 
Em termos ecológicos, é encontrada no domínio fitogeográfico de Mata Atlântica, em regiões com vegetação de floresta ombrófila pluvial.